# Шульгин, Пётр Фёдорович
Пётр Фёдорович Шульгин (1916—1993) — советский инженер-конструктор и учёный в области создания ракетно-космической техники, доктор технических наук (1958), участник осуществления создания и запуска Первого в Мире искусственного спутника Земли — космического аппарата «Спутник-1» и участник разработки космической ракеты для советской лунно-посадочной пилотируемой программы. Лауреат Ленинской премии (1960).

## Биография
Родился 19 октября 1916 года в селе Ермаковка Кокчетавского уезда Акмолинской области.

### Образование и участие в Великой Отечественной войне
С 1937 по 1942 год обучался в Уфимском авиационном институте. С 1942 года призван в ряды РККА и направлен в действующую армию, участник Великой Отечественной войны в составе 57-й стационарной авиационной мастерской 14-й воздушной армии, в должности старшего авиационного техника, был руководителем группы узлов по разборке, промывке и дефектации моторов на самолётах-истребителях и пикирующих бомбардировщиках, под его руководством был обеспечен выпуск авиационных моторов авиационной техники после ремонта. В 1943 году получил ранение в боях под Старой Руссой. 5 июня 1945 года Указом Президиума Верховного Совета СССР за отличие в войне П. Ф. Шульгин был награждён Орденом Красной Звезды.

### ВНИИ-88и участие в создании Ракетно-космической техники
В 1946 году П. Ф. Шульгин постановлением Государственного комитета обороны СССР в составе группы советских специалистов был направлен в служебную командировку в Германский институт «Нордхаузен» под руководством
Л. М. Гайдукова, С. П. Королёва и В. П. Глушко, в составе этой группы П. Ф. Шульгин занимался изучением двигателей баллистической ракеты дальнего действия «Фау-2».
С 1946 года на научно-исследовательской работе в Отделе № 3 СКБ-88 НИИ-88 (с 1950 года — Специальном конструкторском бюро, с 1956 года — ОКБ-1, с 1966 года — Центральное конструкторское бюро экспериментального машиностроения, с 1974 года — НПО «Энергия») под общим руководством С. П. Королёва в должностях: руководитель лаборатории двигательных установок Проектного бюро (под руководством К. Д. Бушуева), лаборатория под руководством П. Ф. Шульгина занималась работами в области проектирования двигательной установки первой баллистической ракеты «Р-1», за основу которой была взята ракета A4 («Фау-2») немецкого конструктора Вернера фон Брауна. С 1950 по 1964 год — заместитель руководителя отдела № 3,
под его руководством и непосредственным участием велись исследования перспектив создания ракет дальнего действия различных типов, в том числе двухступенчатой баллистической ракеты, благодаря этим исследованиям был внесён вклад в создание ракетно-космической техники, в том числе в 1955 году был участником разработки жидкостной одноступенчатой баллистической ракеты средней дальности «Р-5» и «Р-11», исследования под руководством П. Ф. Шульгина способствовали успешному запуску первой межконтинентальной баллистической ракеты «Р-7» в августе 1957 года, выведению на орбиту первого искусственного спутника Земли 4 октября 1957 года и первому полёту человека в космос 12 апреля 1961 года.
В 1958 году ВАК СССР П. Ф. Шульгину присудила без защиты диссертации учёную степень доктор технических наук. С 1964 года П. Ф. Шульгин был назначен руководителем отдела двигательных установок, под его руководством были разработаны двигатели работавшие на разгонных блоках для автоматических станций для исследования Луны, Венеры и Марса, в том числе для ракеты-носителя сверхтяжёлого класса «Н-1» и экспедиционного космического корабля Л3 в комплексе Н1-Л3 для советской лунно-посадочной пилотируемой программы, ракеты-носителей «Молния» и «Электрон», участник проведения специальных лётных испытаний блока «Д» на ракете-носителя тяжёлого класса «Протон», предназначенного для выведения автоматических космических аппаратов на орбиту Земли и далее в космическое пространство.
27 декабря 1957 года «закрытым» Указом «За создание и запуск Первого в Мире искусственного спутника Земли» П. Ф. Шульгин был награждён Орденом Трудового Красного Знамени.
18 апреля 1960 года «закрытым» Постановлением ЦК КПСС и СМ СССР «За разработку космической ракеты для исследования Луны» П. Ф. Шульгин был удостоен Ленинской премии.

### Смерть
Скончался 24 февраля 1993 года в городе Королёве Московской области, похоронен на Болшевском кладбище.

## Награды
- Орден Отечественной войны 1-й степени (06.04.1985)[6]
- Орден Трудового Красного Знамени (27.12.1957)
- Орден Красной Звезды (05.06.1945)[7]
- Медаль «За победу над Германией в Великой Отечественной войне 1941—1945 гг.» (1945)

### Премии
- Ленинская премия (27.12.1957 — «За создание и запуск Первого в Мире искусственного спутника Земли»)[2][3][4]